# État de Dholpur
Pour les articles homonymes, voir Dholpur (homonymie).
1805 – 17 mars 1948
Entités précédentes :
- Raj britannique

Entités suivantes :
- Inde

Dholpur est un ancien État princier des Indes.

## Histoire
On sait peu de choses de l'histoire ancienne de la région qui formait la principauté de Dholpur. La tradition locale affirme qu'elle était dirigée par des râjputs Tonwar qui avaient leur siège à Delhi entre le VIIIe siècle et le XIIe siècle. En 1450, elle avait son propre râja mais le fort de Dholpur fut pris en 1501 par les troupes de Sikandar Lodi et son administration transféré en 1504 à un gouverneur musulman. En 1527, après avoir longuement résisté, le fort est pris par Bâbur et la région passe sous le contrôle des moghols, puis sera incluse dans la province d'Âgrâ par Akbar.
Pendant les désordres qui suivent le décès d'Aurangzeb en 1707, le râja Kalyan Singh Bhadauria obtient la possession de Dholpur, et sa famille la conservera jusqu'en 1761, après quoi elle passera sous la domination du râja Jat Suraj Mal de Bharatpur, de Mirza Najaf Khan en 1775, des Sindhia en 1782, et des Britanniques en 1803. La région est restituée aux Sindhia par le traité de Sarji Anjangaon, puis est réoccupée par les Britanniques. Finalement, en 1806, les territoires de Dholpur, Ban et Rajakhera sont attribués au mahârâj râna Kirat Singh, ancêtre de la dernière dynastie régnante en échange de l'État de Gohad qui est cédé aux Sindhia.
Le râna de Dholpur appartient au clan Jat des Bamraolia, un ancêtre da la famille aurait dirigé des territoires autour de Bamraoli près d'Âgrâ vers 1195. Un de ses descendants, Singhan Deo, reçoit en 1505 la souveraineté du petit territoire de Gohad et le titre de râna. En 1779, le râna de Gohad se joint aux troupes des Britanniques contre les Sindhia, un traité stipulant que, à la conclusion de la paix entre les Britanniques et les Marathes, tous les territoires alors en sa possession lui restent acquis et protégés d'une invasion des Sindhia. Cette protection sera plus tard retirée, le râna ayant été convaincu de trahison, et en 1783 les Sindhia réussissent à reprendre la forteresse de Gwâlior, puis écrasent leurs adversaires Jats en s'emparant de la totalité du Gohad.
En 1804, cependant, la famille est réinstallée à Gohad par le gouvernement britannique, mais, à la suite de l'opposition des Sindhia, le râna accepte en 1805 d'échanger le Gohad pour son territoire de Dholpur, qui est mis sous la protection britannique, son dirigeant acceptant de se subordonner à la puissance coloniale et de s'y référer dans tous les cas de conflits avec les princes voisins.
Kirat Singh, le premier râna de Dholpur, est suivi en 1836 par son fils Bhagwant Singh, qui sera d'une loyauté indéfectible aux Britanniques lors de la révolte des Cipayes. Les successeurs de ce dernier régneront jusqu'en 1948.
La principauté a intégré l'État du Matsya puis du Rajasthan en 1949.

## Dirigeants: Mahârâja Râna
- 1805 - 1836 : Kirat Singh (en) (†1836)
- 1836 : Pohap Singh (en) († 1836
- 1836 - 1873 : Bhagwant Singh (en) (†1873)
- 1873 - 1901 : Nihal Singh (en) (1863-1901)
- 1901 - 1911 : Ram Singh (en) (1883-1911)
- 1911 - 1948 : Udai Bhan Singh (en) (1893-1954)